# Waleri Wiktorowitsch Kamenski
Waleri Wiktorowitsch Kamenski (russisch Валерий Викторович Каменский; * 18. April 1966 in Woskressensk, Russische SFSR) ist ein ehemaliger russischer Eishockeyspieler (Linksaußen), der von 1991 bis 2002 für die Québec Nordiques bzw. die Colorado Avalanche, die New York Rangers, die Dallas Stars und die New Jersey Devils in der National Hockey League spielte.

## Karriere
Während seiner Karriere spielte er bei Chimik Woskressensk und HK ZSKA Moskau. Beim NHL Entry Draft 1988 war er in der 7. Runde an 129. Stelle durch die Québec Nordiques ausgewählt worden. Nach dem Zerfall der Sowjetunion wechselte er 1991 zu den Nordiques.
Ab der Saison 1991/92 spielte er in Québec und zog zur Saison 1995/96 mit dem Team nach Denver um. Mit den Colorado Avalanche gewann er 1996 seinen ersten Stanley Cup. Die erste Saison in Colorado war auch seine persönlich Beste. Er brachte es auf 85 Scorerpunkte. 1998 spielte er im NHL All-Star Game. Zur Saison 1999/2000 wechselte er zu den New York Rangers. Nach zwei Spielzeiten dort folgte noch eine Saison, die er mit den Dallas Stars begann und mit den New Jersey Devils abschloss.
Von 2003 bis 2005 spielte er wieder für Chimik Woskressensk in der russischen Superliga. Insgesamt erzielte er 122 Tore in 329 Spielen in der sowjetischen Liga.
Mitte der 1980er Jahre wurde er in das Team der sowjetischen Eishockeynationalmannschaft berufen. Am 10. Februar 1986 stand er bei einem Freundschaftsspiel in Karlskoga gegen die Schweden zum ersten Mal für die Sbornaja auf dem Eis. Er erzielte beim 7:4-Sieg ein Tor. Seine internationale Karriere wurde mit der Goldmedaille bei den Olympischen Winterspielen 1988 und der Silbermedaille 1998 gekrönt. Für die Nationalmannschaft erzielte er 81 Tore in 164 Länderspielen. Am 15. August 1991 bestritt er sein letztes Länderspiel. Danach spielte er für die russischen Eishockeynationalmannschaft weiter. Er ist Mitglied im Triple Gold Club, da er 1986 und 1990 Weltmeister, 1988 Olympiasieger und 1996 Stanley-Cup-Gewinner war. 1988 wurde er als Verdienter Meister des Sports der UdSSR ausgezeichnet.

## Erfolge und Auszeichnungen
- 1986 Goldmedaille bei der Junioren-Weltmeisterschaft
- Weltmeister: 1986, 1989 und 1990
- Olympiasieger: 1988
- Spieler des Jahres in der UdSSR: 1991
- UdSSR All-Star Team: 1990 und 1991
- All-Star Team der Weltmeisterschaft 1991
- Stanley Cup: 1996
- Teilnahme am NHL All-Star Game: 1998

## Karrierestatistik

### International
| Vertrat die Sowjetunion bei: - U18-Junioren-Europameisterschaft 1984 - U20-Junioren-Weltmeisterschaft 1985 - U20-Junioren-Weltmeisterschaft 1986 - Weltmeisterschaft 1986 - Rendez-vous ’87 - Canada Cup 1987 - Weltmeisterschaft 1987 - Olympischen Winterspielen 1988 - Weltmeisterschaft 1989 - Weltmeisterschaft 1990 - Weltmeisterschaft 1991 | Vertrat Russland bei: - Weltmeisterschaft 1994 - Olympischen Winterspielen 1998 - Weltmeisterschaft 2000 |

(Legende zur Spielerstatistik: Sp oder GP = absolvierte Spiele; T oder G = erzielte Tore; V oder A = erzielte Assists; Pkt oder Pts = erzielte Scorerpunkte; SM oder PIM = erhaltene Strafminuten; +/− = Plus/Minus-Bilanz; PP = erzielte Überzahltore; SH = erzielte Unterzahltore; GW = erzielte Siegtore; 1 Play-downs/Relegation; Kursiv: Statistik nicht vollständig)